# Triple Crown (snooker)

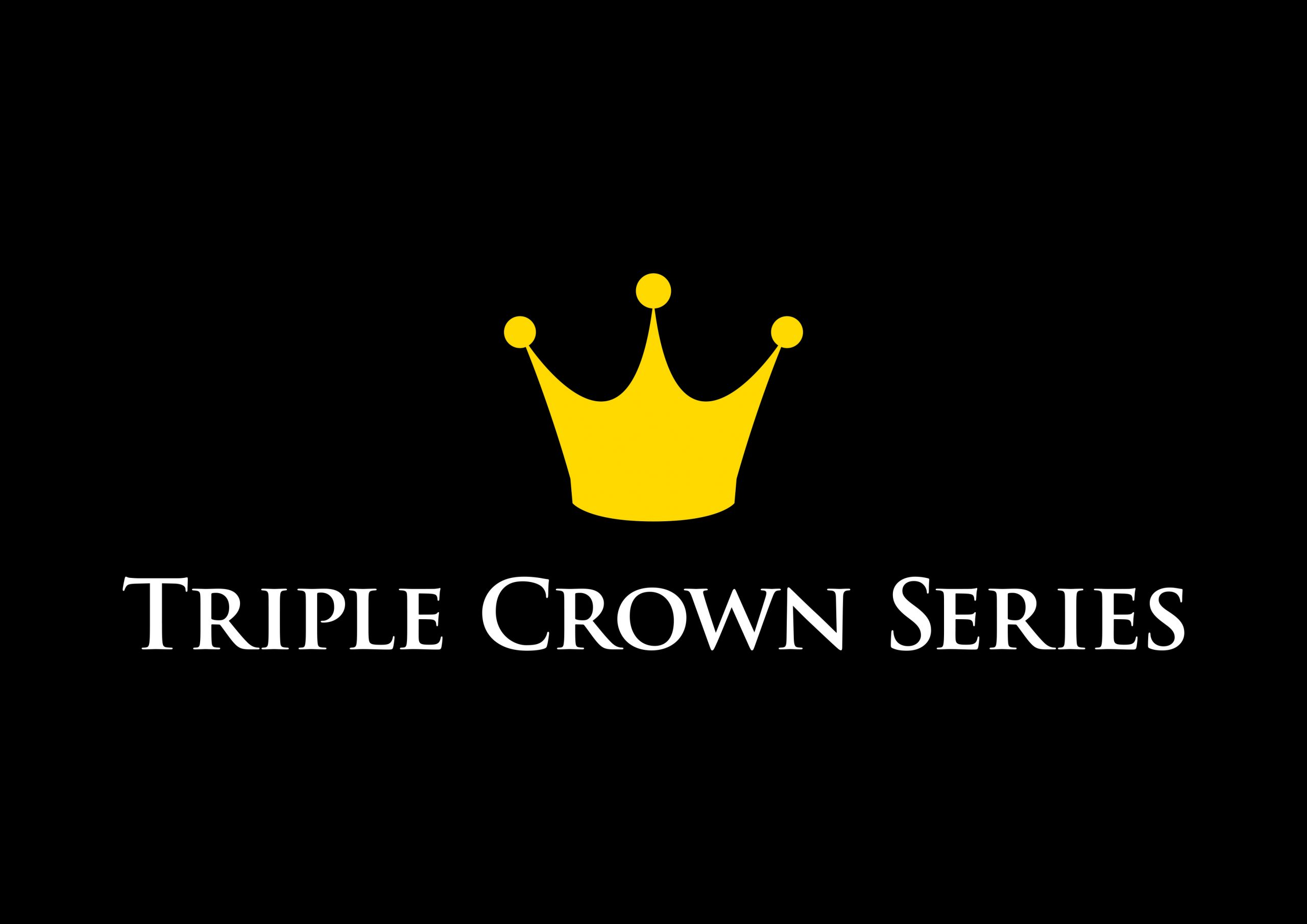
Poprzednie logo Triple Crown Series

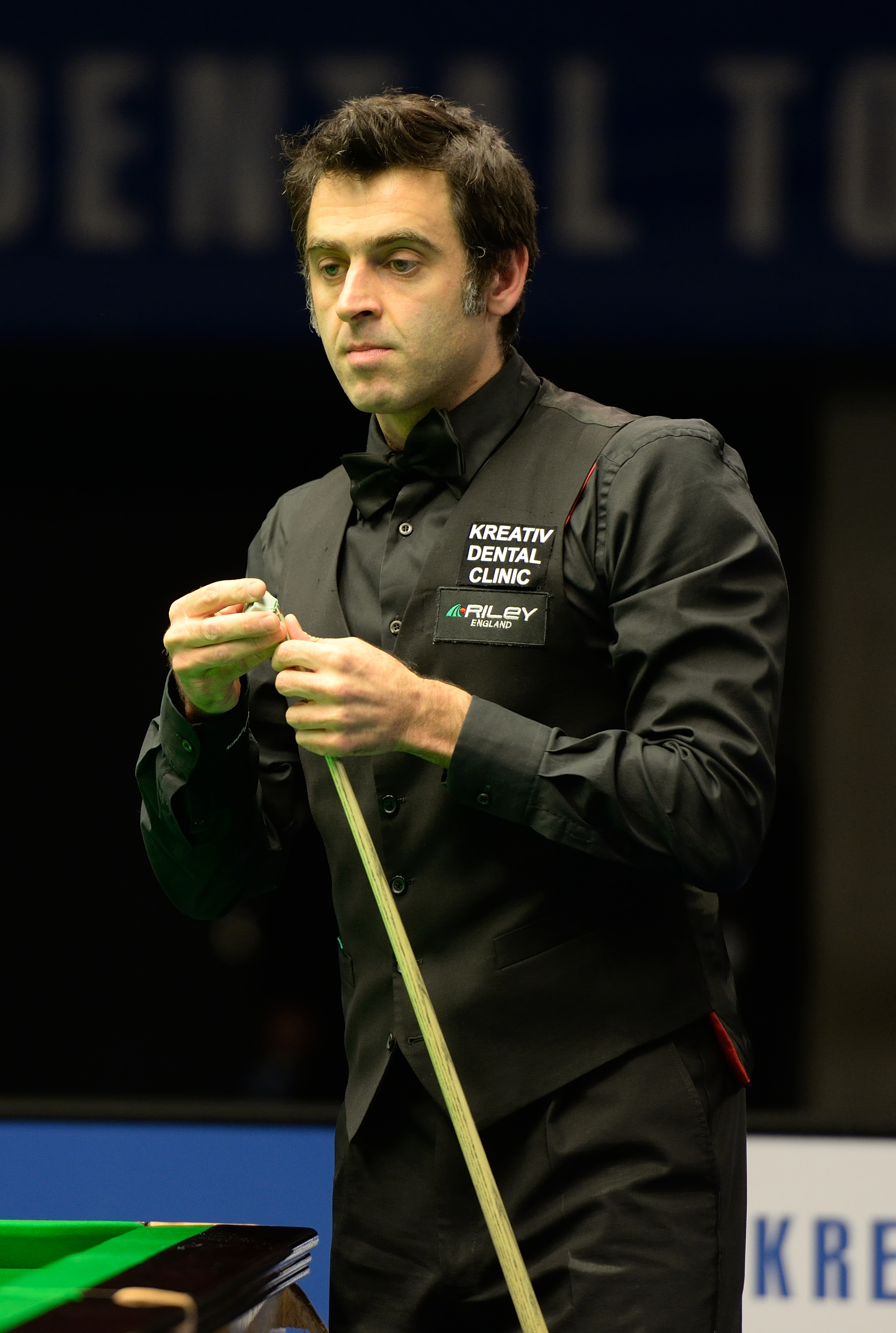
Ronnie O’Sullivan zdobył 23 tytuły Potrójnej Korony — najwięcej ze wszystkich zawodników.

Triple Crown (Potrójna Korona) – w zawodowym snookerze odnosi się do zwycięstwa w trzech najdłużej odbywających się i najbardziej prestiżowych turniejach tego sportu: Mistrzostwach świata w snookerze (odbywających się od 1927, a jako turniej pucharowy nieprzerwanie od 1969), turniejach zaproszeniowych Masters  (odbywających się corocznie od 1975) oraz UK Championship (odbywających się corocznie od 1977). W styczniu 2020 roku trzy turnieje zostały oficjalnie nazwane Triple Crown Series.

## Historia
O każdym graczu, który wygrał wszystkie trzy turnieje Triple Crown przynajmniej raz w ciągu swojej kariery, mówi się, że zdobył „potrójną koronę w swojej karierze” i zyskuje prawo do noszenia haftowanej korony na kamizelce, aby upamiętnić to osiągnięcie. Do 2023 roku jedenastu graczy zdobyło w karierze Potrójną Koronę: Steve Davis, Terry Griffiths, Stephen Hendry, Alex Higgins, John Higgins, Shaun Murphy, Ronnie O’Sullivan, Neil Robertson, Mark Selby, Judd Trump i Mark Williams. O'Sullivan zdobył najwięcej tytułów Potrójnej Korony – 23; Hendry zdobył 18, a Davis 15.
Davis, Hendry i Williams to trzej jedyni zawodnicy, którzy wygrali wszystkie trzy wydarzenia Triple Crown w jednym sezonie (Davis w latach 1987–88, Hendry w latach 1989–90 i 1995–96, a Williams w latach 2002–03 ). Hendry jest jedynym graczem, któremu udało się tego dokonać dwukrotnie.

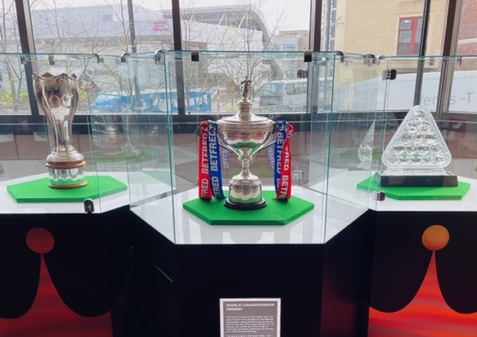
Trofea turniejów Potrójnej Korony, od lewej do prawej: UK Championship, Mistrzostwa świata i Masters

W 1969 roku Mistrzostwa Świata w Snookerze stały się turniejem pucharowym, zastępując poprzedni format rozgrywek; zmiana ta oznaczała początek „nowoczesnej ery” profesjonalnego snookera. Sześć lat później wprowadzono niezależną od rankingu imprezę zaproszeniową – Masters. W pierwszej edycji Masters w 1975 r. wzięło udział 10 zawodników, a później liczba ta wzrosła do 16. Kiedy John Spencer wygrał turniej Masters w 1975 roku, został pierwszym człowiekiem, który wygrał dwa wydarzenia Triple Crown, wygrywając mistrzostwa świata w 1969 i 1971 roku. W następnym roku Ray Reardon wygrał zarówno Masters, jak i Mistrzostwa Świata w tym samym sezonie.
W 1977 roku utworzono UK Championship. Początkowo turniej był dostępny wyłącznie dla rezydentów i posiadaczy paszportów Wielkeij Brytanii, jednak od 1984 roku mogą w nim brać udział wszyscy profesjonaliści, a także stał się wydarzeniem rankingowym. Patsy Fagan wygrał UK Championship 1977, w swoim jedynym finale Potrójnej Korony. W sezonie 1980–81 Steve Davis wygrał zarówno UK Championship, jak i Mistrzostwa Świata, a także został pierwszym graczem, który zdobył Potrójną Koronę w karierze, wygrywając Masters w kolejnym sezonie. Davis był także pierwszym zawodnikiem, który zdobył Triple Crown w jednym sezonie (1987/88), wygrywając wszystkie trzy wydarzenia. 
Wydarzenia Triple Crown są czasami nazywane „wielką trójką wydarzeń BBC”, ponieważ były transmitowane przez British Broadcasting Corporation od samego początku. Czasami nazywa się je także „najważniejszymi turniejami snookera”   lub wydarzeniami „wielkiej trójki”. Niektórzy jednak kwestionują status zawodów Triple Crown, twierdząc, że Mistrzostwa Świata są jedynym ważnym turniejem snookera. John Higgins opisał turniej Tour Championship, który odbył się po raz pierwszy w 2019, jako „znacznie większy UK Championship”  .
Zawody Triple Crown uważane są za najbardziej prestiżowe zawody w snookerze i historycznie oferują największe nagrody pieniężne. Jednakże łączna pula nagród w innych wydarzeniach, takich jak China Open, w ostatnich latach przewyższyła pulę nagród w UK Championship i Masters. Od turnieju Masters 2020 gracze, którzy ukończyli turniej Triple Crown, mogą mieć na kamizelkach wyhaftowaną złotą koronę w uznaniu tego osiągnięcia. 
W 2023 roku World Snooker Tour wprowadziło bonus w wysokości 147 000 funtów dla każdego gracza, który uzyska dwa breaki maksymalne w trakcie Triple Crown Series w trakcie jednego sezonu. Bonus może zostać przyznany maksymalnie trzykrotnie, w sumie do kwoty 441 000 funtów, jeśli trzej gracze osiągną dwa maksymalne wyniki. Ten sam gracz mógłby potencjalnie wygrać 441 000 funtów, gdyby uzyskał sześć maksymalnych wyników w tych wydarzeniach.
W styczniu 2024 r. World Snooker Tour wprowadziło nowe logo Triple Crown jako część nowego brandingu organizacji.
W czasie mistrzostw świata w 2025 Mark Allen wbijając breaka maksymalnego w meczu 2. rundy z Chrisem Wakelinem został pierwszym zawodnikiem, który osiągnął breaki 147 punktów w każdym z turniejów Triple Crown.

## Zdobywcy potrójnej korony w karierze

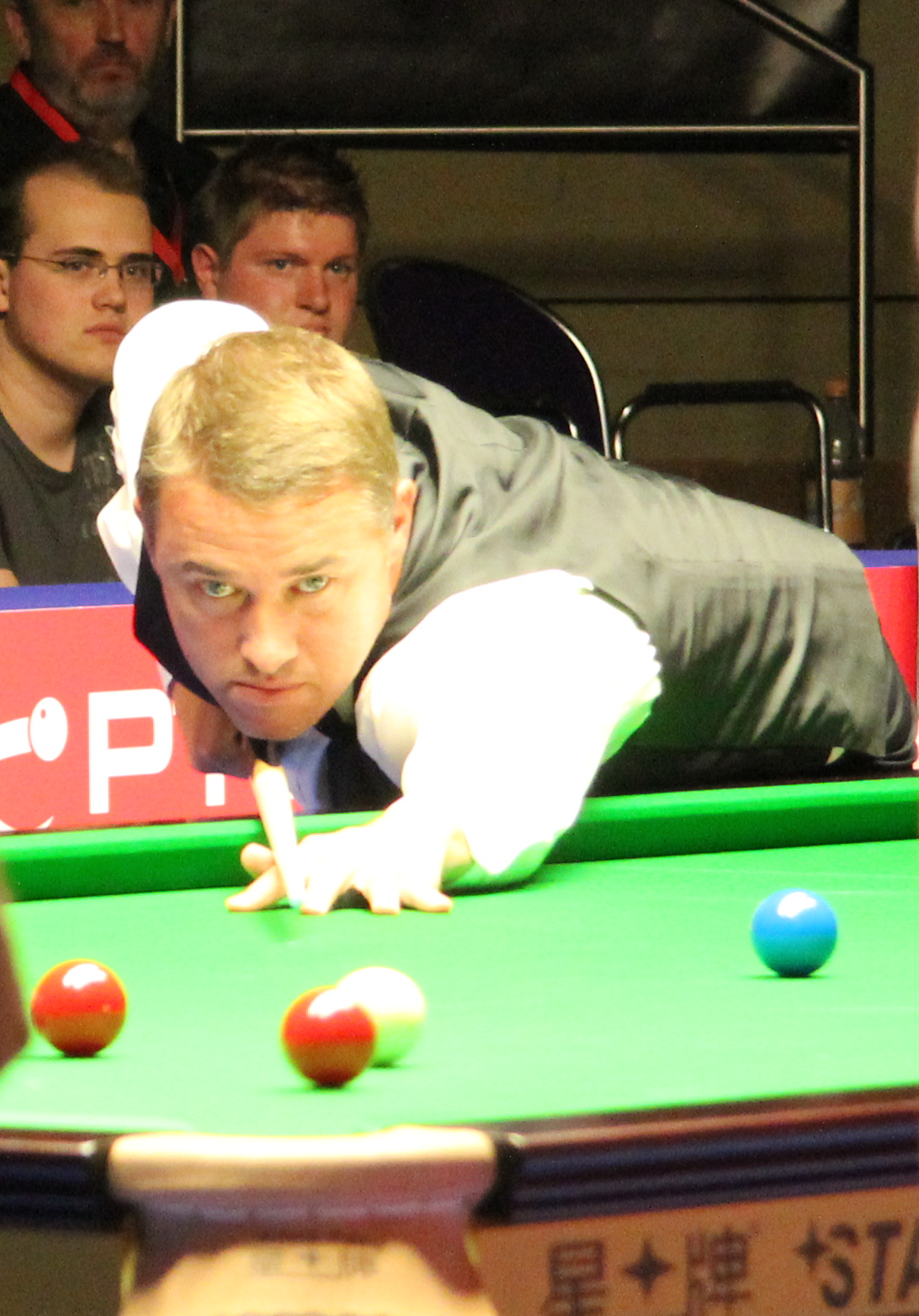
Stephen Hendry - jedyny gracz, który zdobył Triple Crown w jednym sezonie dwa razy

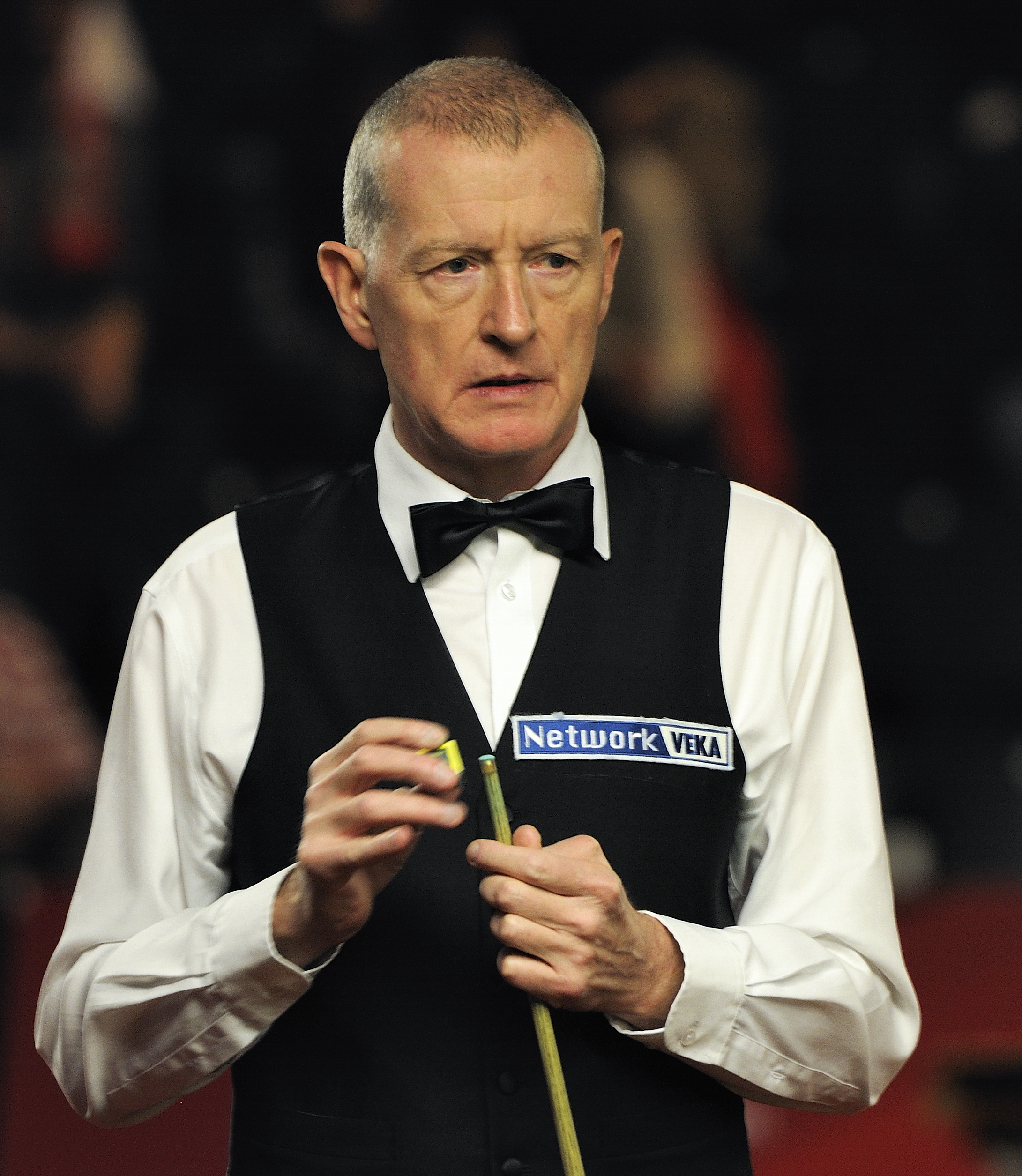
Steve Davis - pierwszy zdobywca Potrójnej Korony w jednym sezonie

Jedenastu graczy zdobyło w swojej karierze potrójną koronę: Steve Davis, Terry Griffiths, Alex Higgins, Stephen Hendry, John Higgins, Mark Williams, Ronnie O’Sullivan, Neil Robertson, Mark Selby, Shaun Murphy i Judd Trump. Tylko Davis, Hendry i Williams wygrali wszystkie trzy zawody Triple Crown w tym samym sezonie. Hendry jest jedynym zawodnikiem, któremu udało się tego dokonać dwukrotnie – w sezonach 1989–90 i 1995–96.
Po zwycięstwie w Masters w 1999 Higgins zdobył wszystkie trzy tytuły Triple Crown jednocześnie, ale jego zwycięstwa przypadły na dwa oddzielne sezony. O'Sullivan był bliski zdobycia wszystkich trzech tytułów na raz, docierając do finału wszystkich trzech wydarzeń w 2014 r. W tym samym roku wygrał tytuł Masters i UK, ale nie zdobył tytułu mistrza świata, mimo że był obrońcą tytułu mistrzowskiego drugi rok z rzędu. Tylko O'Sullivan i Hendry zdołali obronić wszystkie trzy zawody Triple Crown. W 2013 roku Robertson został pierwszym zawodnikiem spoza Wielkiej Brytanii, który zdobył w karierze Potrójną Koronę. 
Po zwycięstwie w UK Championship 2018 roku O'Sullivan pobił poprzedni rekord Hendry'ego, wynoszący 18 tytułów Potrójnej Korony  i zdobył ich 23. Trump jest ostatnim graczem, który osiągnął potrójną koronę w karierze, wygrywając zarówno Masters, jak i mistrzostwa świata w sezonie 2018/19, po tym jak w 2011 wygrał UK Championship. 
| Zawodnik          | Zwycięstwa | Mistrzostwa świata | UK Championship | Masters | Pierwsze zwycięstwo w Triple Crown  | Okres     | Triple Crown w jednym sezonie |
| ----------------- | ---------- | ------------------ | --------------- | ------- | ----------------------------------- | --------- | ----------------------------- |
| Ronnie O’Sullivan | 23         | 7                  | 8               | 8       | Mistrzostwa Świata w Snookerze 2001 | 1993–2024 |                               |
| Stephen Hendry    | 18         | 7                  | 5               | 6       | Mistrzostwa świata 1990             | 1989–1999 | 2 (1989/90, 1995/96)          |
| Steve Davis       | 15         | 6                  | 6               | 3       | Masters 1982                        | 1980–1997 | 1 (1987/88)                   |
| John Higgins      | 9          | 4                  | 3               | 2       | Masters 1999                        | 1998–2011 |                               |
| Mark Selby        | 9          | 4                  | 2               | 3       | Mistrzostwa świata 2014             | 2008–2021 |                               |
| Mark Williams     | 7          | 3                  | 2               | 2       | Mistrzostwa świata 2000             | 1998–2018 | 1 (2002/03)                   |
| Neil Robertson    | 6          | 1                  | 3               | 2       | UK Championship 2013                | 2010–2022 |                               |
| Alex Higgins      | 5          | 2                  | 1               | 2       | UK Championship 1983                | 1972–1983 |                               |
| Judd Trump        | 5          | 1                  | 2               | 2       | Mistrzostwa świata 2019             | 2011–2024 |                               |
| Shaun Murphy      | 4          | 1                  | 1               | 2       | Masters 2015                        | 2005–2025 |                               |
| Terry Griffiths   | 3          | 1                  | 1               | 1       | UK Championship 1982                | 1979–1982 |                               |

| Legenda                                               |
| ----------------------------------------------------- |
| Aktywni zawodnicy (2024) zaznaczeni są wytłuszczeniem |

### Jedno zwycięstwo od Potrójnej Korony
Spośród tych, którzy nadal są aktywni w Main Tourze ( dane na 2023), pięciu graczy wygrało dwa z trzech wydarzeń Triple Crown, co oznacza, że brakuje im jednego do skompletowania kariery w zakresie Triple Crown. Jimmy White, Matthew Stevens, Ding Junhui i Mark Allen wygrali Masters i UK Championship przynajmniej raz, ale wszyscy czterej gracze muszą wygrać Mistrzostwa Świata, aby zdobyć Triple Crown. Stuart Bingham ma tytuł mistrza świata i tytuł Masters, ale nie udało mu się jeszcze zdobyć mistrzostwa Wielkiej Brytanii.
Siedmiu byłych profesjonalnych graczy — Peter Ebdon, John Parrott, Ray Reardon, John Spencer, Dennis Taylor, Doug Mountjoy i Cliff Thorburn — wygrało dwa z trzech turniejów Triple Crown przed przejściem na emeryturę. Ebdon i Parrott zdobyli tytuły UK Championship i mistrzostw świata, a Parrott w latach 1989–1992 trzykrotnie dotarł do finału Masters, ale nigdy nie wygrał tytułu. Reardon, Spencer, Taylor i Thorburn w czasie swoich karier zdobyli tytuły mistrzów świata i mistrzów Masters, ale nie zdobyli mistrzostwa Wielkiej Brytanii. Mountjoy był bardzo blisko wygrania Mistrzostw świata w 1981, ale w finale przegrał ze Steve’em Davisem.

## Zwycięzcy turniejów
Lista zwycięzców wydarzeń Potrójnej Korony według sezonu:
| Sezon   | UK Championship           | Masters                   | Mistrzostwa świata        |
| ------- | ------------------------- | ------------------------- | ------------------------- |
| 1968/69 | Od sezonu 1977/1978       | Od sezonu 1974/1975       | John Spencer (1/4)        |
| 1969/70 | Od sezonu 1977/1978       | Od sezonu 1974/1975       | Ray Reardon (1/7)         |
| 1970/71 | Od sezonu 1977/1978       | Od sezonu 1974/1975       | John Spencer (2/4)        |
| 1971/72 | Od sezonu 1977/1978       | Od sezonu 1974/1975       | Alex Higgins (1/5)        |
| 1972/73 | Od sezonu 1977/1978       | Od sezonu 1974/1975       | Ray Reardon (2/7)         |
| 1973/74 | Od sezonu 1977/1978       | Od sezonu 1974/1975       | Ray Reardon (3/7)         |
| 1974/75 | Od sezonu 1977/1978       | John Spencer (3/4)        | Ray Reardon (4/7)         |
| 1975/76 | Od sezonu 1977/1978       | Ray Reardon (5/7)         | Ray Reardon (6/7)         |
| 1976/77 | Od sezonu 1977/1978       | Doug Mountjoy (1/3)       | John Spencer (4/4)        |
| 1977/78 | Patsy Fagan (1/1)         | Alex Higgins (2/5)        | Ray Reardon (7/7)         |
| 1978/79 | Doug Mountjoy (2/3)       | Perrie Mans (1/1)         | Terry Griffiths (1/3)     |
| 1979/80 | John Virgo (1/1)          | Terry Griffiths (2/3)     | Cliff Thorburn (1/4)      |
| 1980/81 | Steve Davis (1/15)        | Alex Higgins (3/5)        | Steve Davis (2/15)        |
| 1981/82 | Steve Davis (3/15)        | Steve Davis (4/15)        | Alex Higgins (4/5)        |
| 1982/83 | Terry Griffiths (3/3)     | Cliff Thorburn (2/4)      | Steve Davis (5/15)        |
| 1983/84 | Alex Higgins (5/5)        | Jimmy White (1/2)         | Steve Davis (6/15)        |
| 1984/85 | Steve Davis (7/15)        | Cliff Thorburn (3/4)      | Dennis Taylor (1/2)       |
| 1985/86 | Steve Davis (8/15)        | Cliff Thorburn (4/4)      | Joe Johnson (1/1)         |
| 1986/87 | Steve Davis (9/15)        | Dennis Taylor (2/2)       | Steve Davis (10/15)       |
| 1987/88 | Steve Davis (11/15)       | Steve Davis (12/15)       | Steve Davis (13/15)       |
| 1988/89 | Doug Mountjoy (3/3)       | Stephen Hendry (1/18)     | Steve Davis (14/15)       |
| 1989/90 | Stephen Hendry (2/18)     | Stephen Hendry (3/18)     | Stephen Hendry (4/18)     |
| 1990/91 | Stephen Hendry (5/18)     | Stephen Hendry (6/18)     | John Parrott (1/2)        |
| 1991/92 | John Parrott (2/2)        | Stephen Hendry (7/18)     | Stephen Hendry (8/18)     |
| 1992/93 | Jimmy White (2/2)         | Stephen Hendry (9/18)     | Stephen Hendry (10/18)    |
| 1993/94 | Ronnie O’Sullivan (1/23)  | Alan McManus (1/1)        | Stephen Hendry (11/18)    |
| 1994/95 | Stephen Hendry (12/18)    | Ronnie O’Sullivan (2/23)  | Stephen Hendry (13/18)    |
| 1995/96 | Stephen Hendry (14/18)    | Stephen Hendry (15/18)    | Stephen Hendry (16/18)    |
| 1996/97 | Stephen Hendry (17/18)    | Steve Davis (15/15)       | Ken Doherty (1/1)         |
| 1997/98 | Ronnie O’Sullivan (3/23)  | Mark Williams (1/7)       | John Higgins (1/9)        |
| 1998/99 | John Higgins (2/9)        | John Higgins (3/9)        | Stephen Hendry (18/18)    |
| 1999/00 | Mark Williams (2/7)       | Matthew Stevens (1/2)     | Mark Williams (3/7)       |
| 2000/01 | John Higgins (4/9)        | Paul Hunter (1/3)         | Ronnie O’Sullivan (4/23)  |
| 2001/02 | Ronnie O’Sullivan (5/23)  | Paul Hunter (2/3)         | Peter Ebdon (1/2)         |
| 2002/03 | Mark Williams (4/7)       | Mark Williams (5/7)       | Mark Williams (6/7)       |
| 2003/04 | Matthew Stevens (2/2)     | Paul Hunter (3/3)         | Ronnie O’Sullivan (6/23)  |
| 2004/05 | Stephen Maguire (1/1)     | Ronnie O’Sullivan (7/23)  | Shaun Murphy (1/3)        |
| 2005/06 | Ding Junhui (1/4)         | John Higgins (5/9)        | Graeme Dott (1/1)         |
| 2006/07 | Peter Ebdon (2/2)         | Ronnie O’Sullivan (8/23)  | John Higgins (6/9)        |
| 2007/08 | Ronnie O’Sullivan (9/23)  | Mark Selby (1/9)          | Ronnie O’Sullivan (10/23) |
| 2008/09 | Shaun Murphy (2/3)        | Ronnie O’Sullivan (11/23) | John Higgins (7/9)        |
| 2009/10 | Ding Junhui (2/4)         | Mark Selby (2/9)          | Neil Robertson (1/6)      |
| 2010/11 | John Higgins (8/9)        | Ding Junhui (3/4)         | John Higgins (9/9)        |
| 2011/12 | Judd Trump (1/5)          | Neil Robertson (2/6)      | Ronnie O’Sullivan (12/23) |
| 2012/13 | Mark Selby (3/9)          | Mark Selby (4/9)          | Ronnie O’Sullivan (13/23) |
| 2013/14 | Neil Robertson (3/6)      | Ronnie O’Sullivan (14/23) | Mark Selby (5/9)          |
| 2014/15 | Ronnie O’Sullivan (15/23) | Shaun Murphy (3/4)        | Stuart Bingham (1/2)      |
| 2015/16 | Neil Robertson (4/6)      | Ronnie O’Sullivan (16/23) | Mark Selby (6/9)          |
| 2016/17 | Mark Selby (7/9)          | Ronnie O’Sullivan (17/23) | Mark Selby (8/9)          |
| 2017/18 | Ronnie O’Sullivan (18/23) | Mark Allen (1/2)          | Mark Williams (7/7)       |
| 2018/19 | Ronnie O’Sullivan (19/23) | Judd Trump (2/5)          | Judd Trump (3/5)          |
| 2019/20 | Ding Junhui (4/4)         | Stuart Bingham (2/2)      | Ronnie O’Sullivan (20/23) |
| 2020/21 | Neil Robertson (5/6)      | Yan Bingtao (1/1)         | Mark Selby (9/9)          |
| 2021/22 | Zhao Xintong (1/2)        | Neil Robertson (6/6)      | Ronnie O’Sullivan (21/23) |
| 2022/23 | Mark Allen (2/2)          | Judd Trump (4/5)          | Luca Brecel (1/1)         |
| 2023/24 | Ronnie O’Sullivan (22/23) | Ronnie O’Sullivan (23/23) | Kyren Wilson (1/1)        |
| 2024/25 | Judd Trump (5/5)          | Shaun Murphy (4/4)        | Zhao Xintong (2/2)        |

| Legenda                                                               |
| --------------------------------------------------------------------- |
| Zawodnik wygrał wszystkie trzy turnieje Triple Crown w jednym sezonie |
| Zawodnik wygrał dwa z trzech turniejów Triple Crown w jednym sezonie  |